# Бой у Линтулакса
Бой у Линтулакса (швед. Slaget vid Lintulaks) — одна из битв в ходе русско-шведской войны 1808—1809 гг., которая состоялось 21 июня (3 июля) 1808 близ Кюуярви. 

## Предыстория
Весна 1808 года складывалась не совсем удачной для русской армии, которую шведам удалось отбросить от Улеаборга. Саволакскую область пришлось заново отвоевывать. Экспедиционный корпус русской армии под командованием Барклая де Толли двинулся от Нейшлота и к 7 (19) июня 1808 занял Куопио. Шведский командир Сандельс тревожил русские войска партизанскими атаками по коммуникациям, из-за чего наступающим приходилось укреплять линии снабжения и сокращать ударную группировку. "Прибрежная" армия Раевского и "саволакская" армия Барклая-де-Толли оказались отрезаны друг от друга зоной партизанской войны. 

## Ход сражения
Для борьбы с крупным шведским отрядом фон-Фиандта (ок. 1000 человек), который 16 (28) июня 1808 занял Линтулакс, был послан корпус Егора Властова (1260 строевых). В ходе боя внезапно начал лить сильный ливень, что ослабило позиции шведских артиллеристов. Этим воспользовалась русская кавалерия, которая ударила с правого фланга. Шведы предпочли отступить в направлении Перхо, уничтожив предварительно за собой мост.